# Тробак-ле-О
Троба́к-ле-О (фр. Traubach-le-Haut) — коммуна на северо-востоке Франции в регионе Гранд-Эст (бывший Эльзас — Шампань — Арденны — Лотарингия), департамент Верхний Рейн, округ Альткирш, кантон Мазво. До марта 2015 года коммуна административно входила в состав упразднённого кантона Данмари (округ Альткирш).
Площадь коммуны — 6,91 км², население — 515 человек (2006) с тенденцией к росту: 564 человека (2012), плотность населения — 81,6 чел/км².

## Население
Численность населения коммуны в 2011 году составляла 553 человека, а в 2012 году — 564 человека.
| 1962 | 1968 | 1975 | 1982 | 1990 | 1999 | 2006 | 2008 | 2011 | 2012 |
| ---- | ---- | ---- | ---- | ---- | ---- | ---- | ---- | ---- | ---- |
| 325  | 356  | 360  | 390  | 400  | 448  | 515  | 534  | 553  | 564  |

Динамика населения:

## Экономика
В 2010 году из 360 человек трудоспособного возраста (от 15 до 64 лет) 282 были экономически активными, 78 — неактивными (показатель активности 78,3 %, в 1999 году — 71,9 %). Из 282 активных трудоспособных жителей работали 269 человек (158 мужчин и 111 женщин), 13 числились безработными (четверо мужчин и 9 женщин). Среди 78 трудоспособных неактивных граждан 33 были учениками либо студентами, 19 — пенсионерами, а ещё 26 — были неактивны в силу других причин.
На протяжении 2011 года в коммуне числилось 201 облагаемое налогом домохозяйство, в котором проживало 544,5 человека. При этом медиана доходов составила 20122 евро на одного налогоплательщика.

## Достопримечательности (фотогалерея)

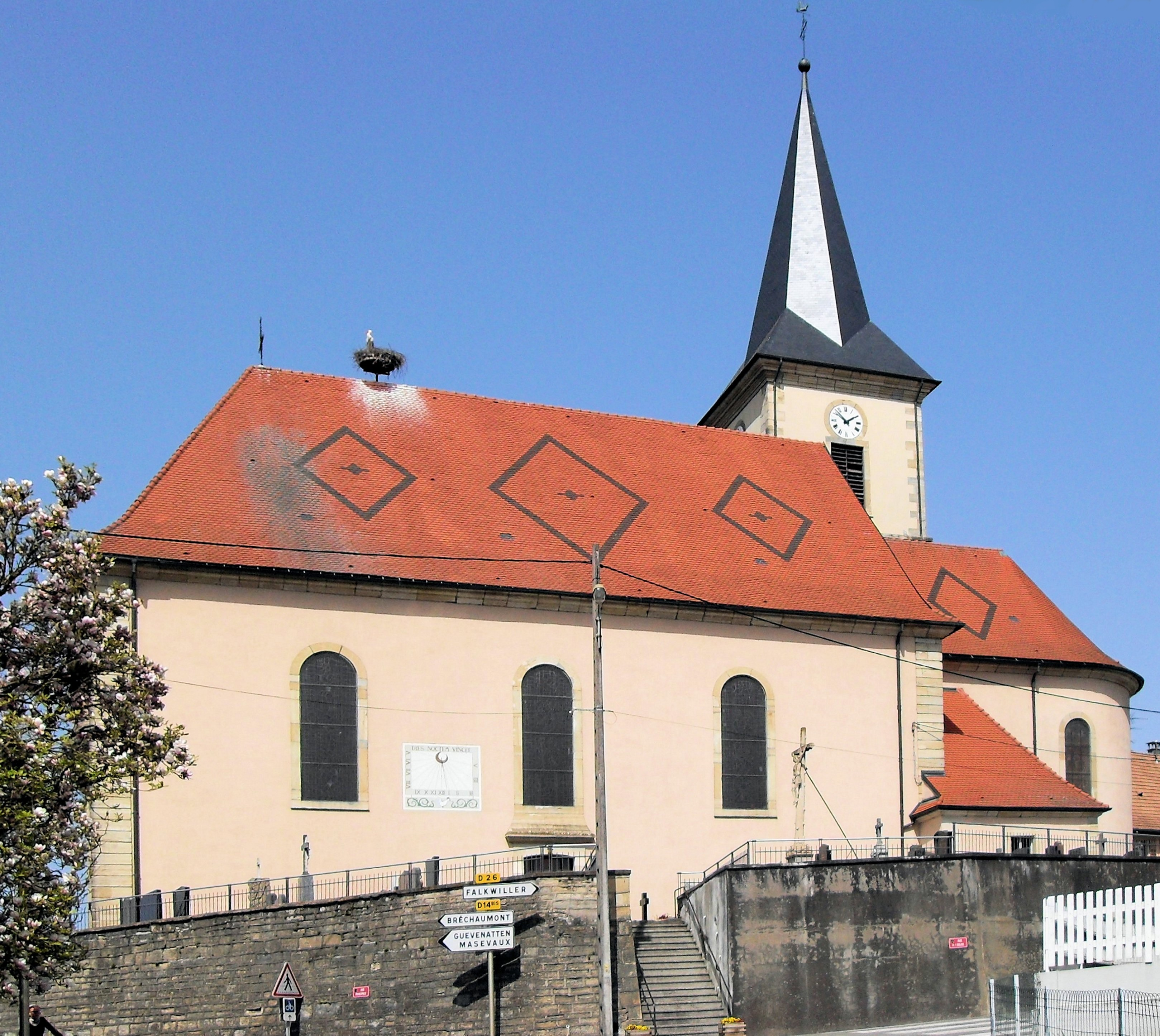
Церковь
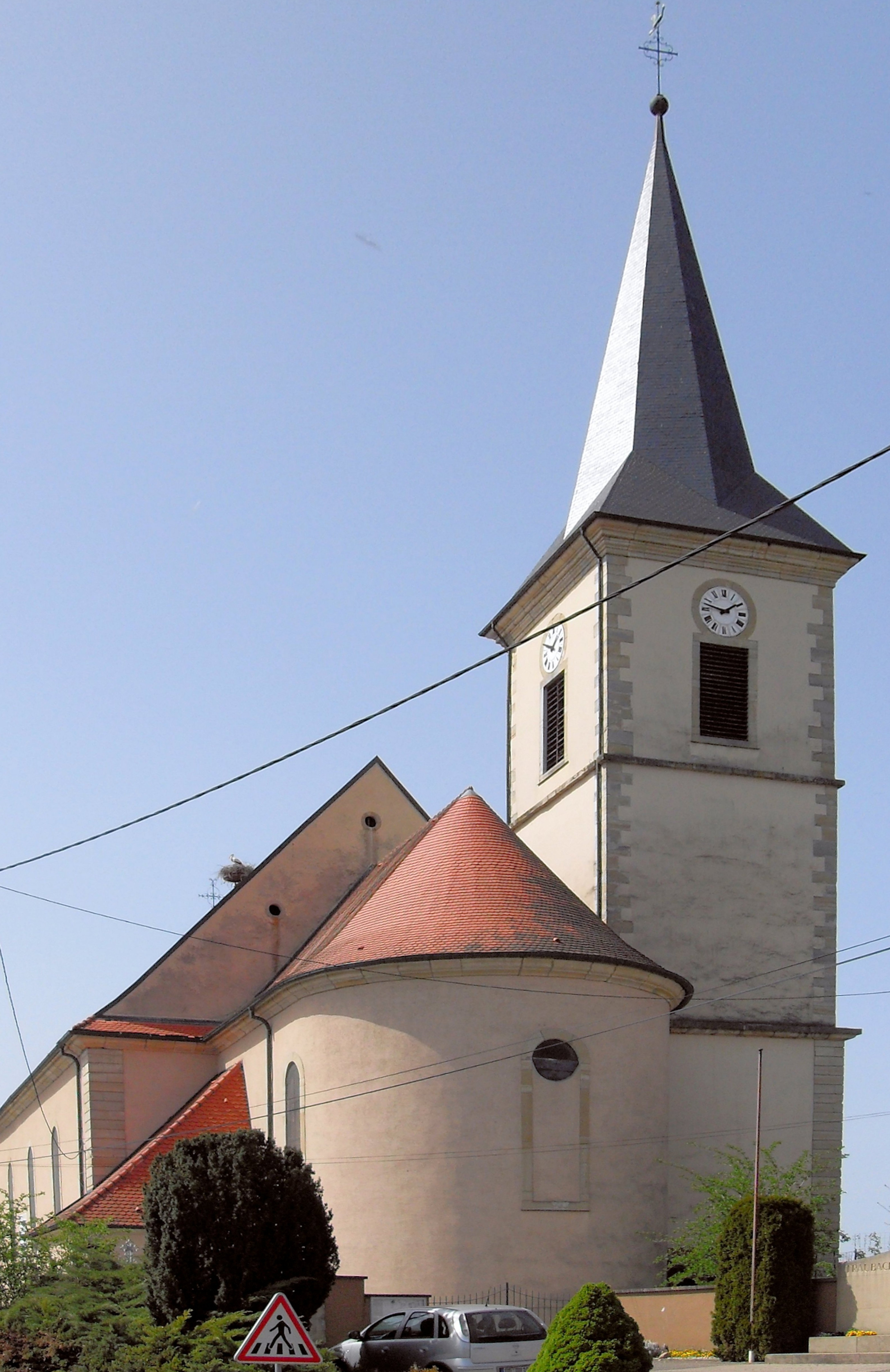
Колокольня
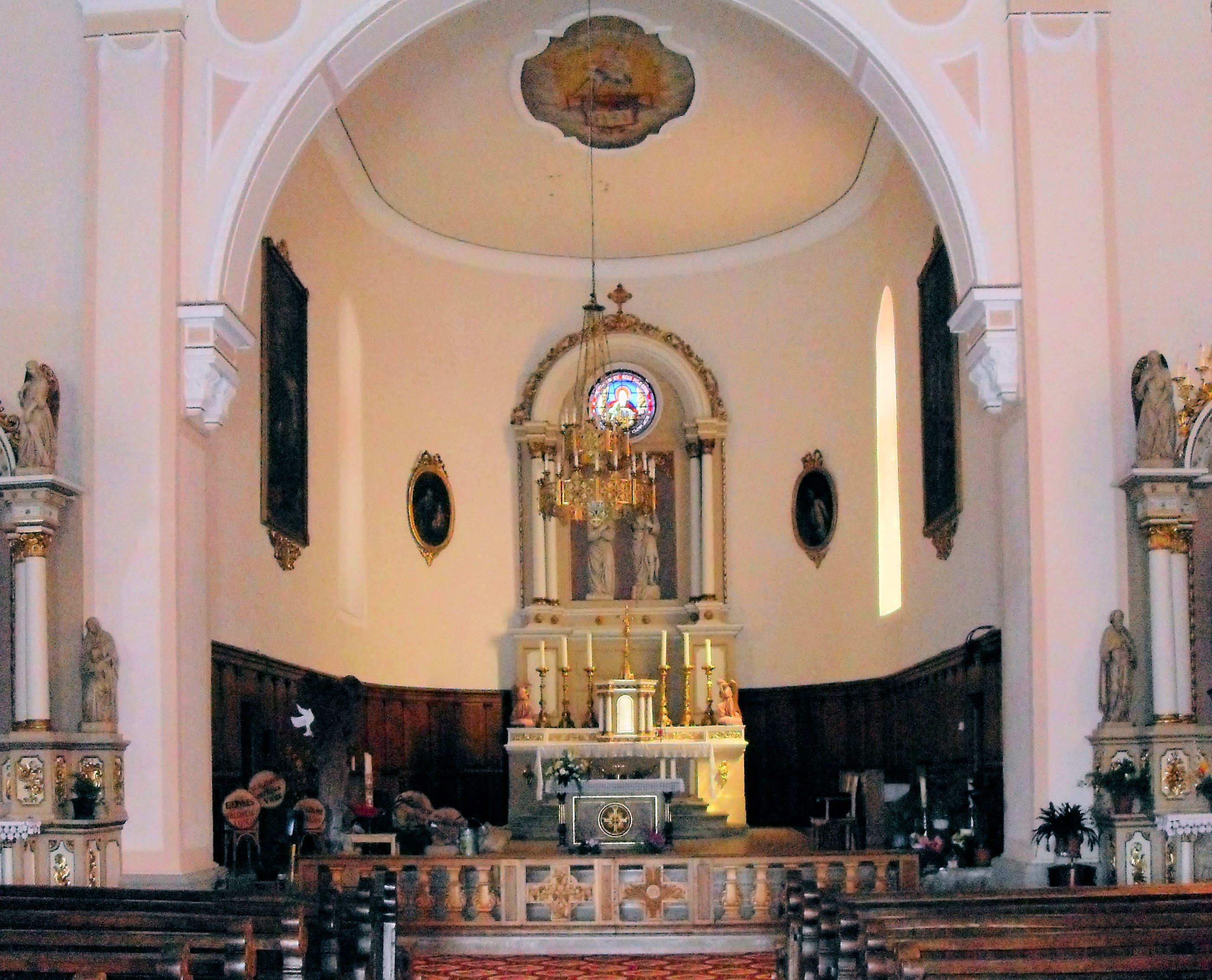
Интерьер